# Teureubeh
Teureubeh is een bestuurslaag in het regentschap Aceh Besar van de provincie Atjeh, Indonesië. Teureubeh telt 804 inwoners (volkstelling 2010).